# Kayapó
Els kayapó, kayapó o caiapó són un poble indígena d'Amèrica que habita les terres planes de Mato Grosso i Pará, al Brasil, al sud de l'Amazònia, a la regió del riu Xingú i els seus afluents, entre el riu Curua i el riu Fresco, i entre aquest i el riu Araguaia. Són més de 7.000 persones.

## Economia
La seva principal activitat és l'agricultura itinerant, practicada per homes, dones i nens. Mitjançant el mètode de tomba i crema, cada parella neteja al bosc un terreny d'uns 50 m per 30 m on estableixen la seva puru, un hort en el qual sembren simultàniament batata, names, iuca, banana, cotó, i blat de moro i al costat dels arbres planten cupa, una enfiladissa amb circells comestibles. Alguns grups han introduït en els horts el fesol, la papaia, el tabac i l'arròs. Usen algunes plantes com fertilitzants, pesticides o estimulants del creixement. Existeixen els horts de cada família i els comunitaris controlats pels caps, que serveixen per a les festes, els malalts o situacions d'emergència.
Recol·lecten mel i fruits de palmeres silvestres, com el bacaba (semblant al selli), el babaçú, el buriti, la mànega i la tucuman. La nou del Brasil, que anteriorment era recol·lectada per les dones per a l'autoconsum, avui és recollida pels homes i venuda a aplegadors estatals o privats. Són bons caçadors, encara que actualment la caça MRI no hi abunda. Entre les preses que aconsegueixen obtenir destaca el pècari. Pesquen amb barbasc durant l'estiu.
Els homes teixeixen canastres, bandes per carregar i cinturons, i a més fabriquen macanas, llances, arcs i fletxes per a la cacera. Les dones filen cotó per fer braçalets, bandes i cordes.

## Organització social
Cada comunitat organitza la seva vida en forma independent de les altres, però amb les mateixes estructures. Es construeix un llogaret base amb una plaça central per a les festes i balls, i al voltant les cases de cada família de les dones. El ngobe és la casa dels homes, situat a l'extrem nord de la plaça, on ells es reuneixen, fan certs treballs artesans i pernocten quan ho requereixen. Els homes es divideixen en dos bàndols amb funcions econòmiques, polítiques i rituals, cadascú amb un benadióro ('cap') amb els seus ôópen ('partidaris'). Les cases de les dones dels caps estan una a l'extrem oriental del poble i una altra a l'occident. Porten una vida seminòmada. Diverses vegades a l'any fan recorreguts pel bosc per a la caça, la recol·lecció, l'establiment de nous horts o la collita; alguns són curts i breus i d'altres relativament llargs, durant els quals abandonen el llogaret. Com comunitats supervivents, s'esmenta els kubenkrâkên, gorotire, xikrin, menkragnoti i metüktire.
Una forma organitzativa fonamental mitjançant la qual cada persona s'articula en la seva comunitat és el "grup patronímic" o segment de noms. Les nenes i dones formen part del mateix grup que les germanes del pare, mentre que els nens i homes són del grup dels germans de la mare.
La terminologia de parentiu s'assembla al tipus Omaha, la qual cosa permetria pensar en l'existència de llinatges patrilineals, que no obstant això no existeixen i són substituïts per la pertinença a segments determinats per descendència en línia creuada: cada persona pertany a una categoria segons la seva edat, sexe i nombre de fills. Els guerrers (majors de 17 anys) participen en el ngobe de les assemblees on es prenen decisions polítiques.
El matrimoni es contrau a edat primerenca, de vegades convingut per les mares dels contraents, i és prohibida la unió entre cosins creuats. Es tracta d'un esdeveniment públic, que es programa després de la menarquia de les noies (entre els 10 i 12 anys). Les mares i ties dels nois preparen i interrompen sense prejudicis la "nit de noces". El divorci és possible, però les segones núpcies tenen un caràcter privat.
La decoració del cos és un assumpte important en la societat, per la qual cosa es dedica temps a depilar i dibuixar amb colorants, dissenys sobre aquest. Homes, dones i nens porten la part superior del cap completament rasurada; les dones deixen caure cap enrere la resta del cabell, mentre els homes es fan un monyo. Porten corones de plomes, anells, collarets i bandes i alguns homes encara usen un disc en el llavi inferior, que anteriorment portaven tots els homes.

## Llengua
El seu idioma, anomenat idioma mẽbêngôkre, pertany a la família gê. Aquesta llengua no és exclusiva dels kayapó sinó que altres ètnies que es consideren a part com els xikrin parlen la mateixa llengua. El mẽbêngôkre és una llengua molt analítica, cosa típica entre les llengües gê, en què la majoria de paraules són monosil·làbiques. Des del punt de l'alineament morfosintàctic el mẽbêngôkre presenta ergativitat escindida segons la polaritat (afirmativa o negativa) del verb.

## Cosmologia
Hi ha un món físic celeste d'on prové la humanitat. Els primers humans que van venir a la terra van baixar des d'allí per una llarga corda, com formigues per un tronc. Això va ser possible perquè un home va veure un armadillo i el va seguir fins que va entrar per un forat, que després van usar les persones per veure aquest món i decidir-se a descendir-hi. També les plantes cultivables van baixar del món celestial, quan la filla de la pluja va barallar-se amb la seva mare, va baixar a aquest món i les va lliurar a l'home que la va acollir i amb el qual va conviure.
Molts relats expliquen els successos culturals, com l'obtenció del foc des de la casa del jaguar. Els balls són un assumpte molt seriós en la relació amb la natura, la societat i la història. No fan servir begudes fermentades ni plantes al·lucinògenes.

## Problemàtica
Contemporàniament l'explotació minera i de fusta amenaça la seva forma de vida, de manera que van usar tàctiques de resistència per expulsar els fusters i els miners en algunes àrees del seu territori. Posteriorment, plans del govern per construir una sèrie de preses hidroelèctriques a la seva terra els van amenaçar una altra vegada. Una gran manifestació de protesta va ser organitzada pels kayapó, i atragué l'atenció dels mitjans de tot el món, es va efectuar en el lloc previst per a la primera presa endins d'Altamira, Pará; va durar diversos dies per pressionar el Banc Mundial i el govern brasiler.

## Personalitats rellevants
- Damiana da Cunha (c. 1779 - 1831) va ser una líder de la tribu caiapó que tingué un paper destacat en les relacions polítiques del seu poble amb la colònia luso-brasilera.